# Viniegra de Arriba
Viniegra de Arriba est une commune de la communauté autonome de La Rioja, en Espagne.

## Administration

### Conseil municipal
La ville de Viniegra de Arriba comptait 42 habitants aux élections municipales du 26 mai 2019. Son conseil municipal (en espagnol : Pleno del Ayuntamiento) se compose donc de 3 élus.
| Parti | Parti                                    | Voix | %       | Élus  |
| ----- | ---------------------------------------- | ---- | ------- | ----- |
|       | Parti populaire (PP)                     | 22   | 75,86 % | 2 / 3 |
|       | Parti socialiste ouvrier espagnol (PSOE) | 7    | 24,14 % | 1 / 3 |

### Liste des maires
| Mandat    | Maire | Maire                          | Parti |
| --------- | ----- | ------------------------------ | ----- |
| 1979-1983 |       | Antonio de Miguel Sánchez      | UCD   |
| 1983-1987 |       | Carmelo Serrano Izquierdo      | AP    |
| 1987-1991 |       | Florencio Lázaro Matute        | PP    |
| 1991-1995 |       | Florencio Lázaro Matute        | PP    |
| 1995-1999 |       | Florencio Lázaro Matute        | PP    |
| 1999-2003 |       | Florencio Lázaro Matute        | PP    |
| 2003-2007 |       | Florencio Lázaro Matute        | PP    |
| 2007-2011 |       | José Ignacio Pascual Fernández | PSOE  |
| 2011-2015 |       | José Ignacio Pascual Fernández | PSOE  |
| 2015-2019 |       | Laura Crespí Lázaro            | PP    |
| 2019-2023 |       | Laura Crespí Lázaro            | PP    |